# Jim Yester

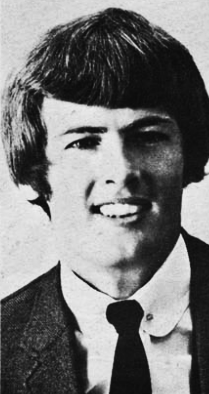

James Yester (nascido em 24 de novembro de 1939) é um músico americano. Ele é membro do grupo pop The Association, que teve vários sucessos na Billboard na década de 1960, incluindo "Windy", "Cherish", "Never My Love" e "Along Comes Mary", para citar alguns.
Yester foi um membro fundamental do Modern Folk Quartet quando este se reformou na década de 1980. Ele é irmão mais velho de Jerry Yester, ex-membro do Lovin' Spoonful, com quem tocou brevemente na década de 1990. Yester está no grupo desde 2007 e o co-lidera com o membro fundador Jules Alexander e Del Ramos (irmão do falecido Larry Ramos).
Em 1966, Yester foi convidado a se juntar ao The Association quando seu guitarrista base original, Bob Page, deixou o grupo duas semanas após sua formação. O grupo teve muitos sucessos, incluindo "Along Comes Mary", "Cherish", "Windy", "Everything That Touches You" e "Never My Love". Yester assumiu os vocais em "Along Comes Mary". Na sexta-feira, 16 de junho de 1967, o grupo foi a atração principal do Monterey International Pop Festival.
Três das músicas da Associação venderam mais de um milhão de cópias e foram certificadas como platina: "Cherish", "Windy" e "Never My Love", e em 2003, a Associação foi introduzida no Hall da Fama dos Grupos Vocais.
Yester também tocou no The Modern Folk Quartet e no The Lovin' Spoonful, ambos com seu irmão mais novo, Jerry Yester.